# 제키에

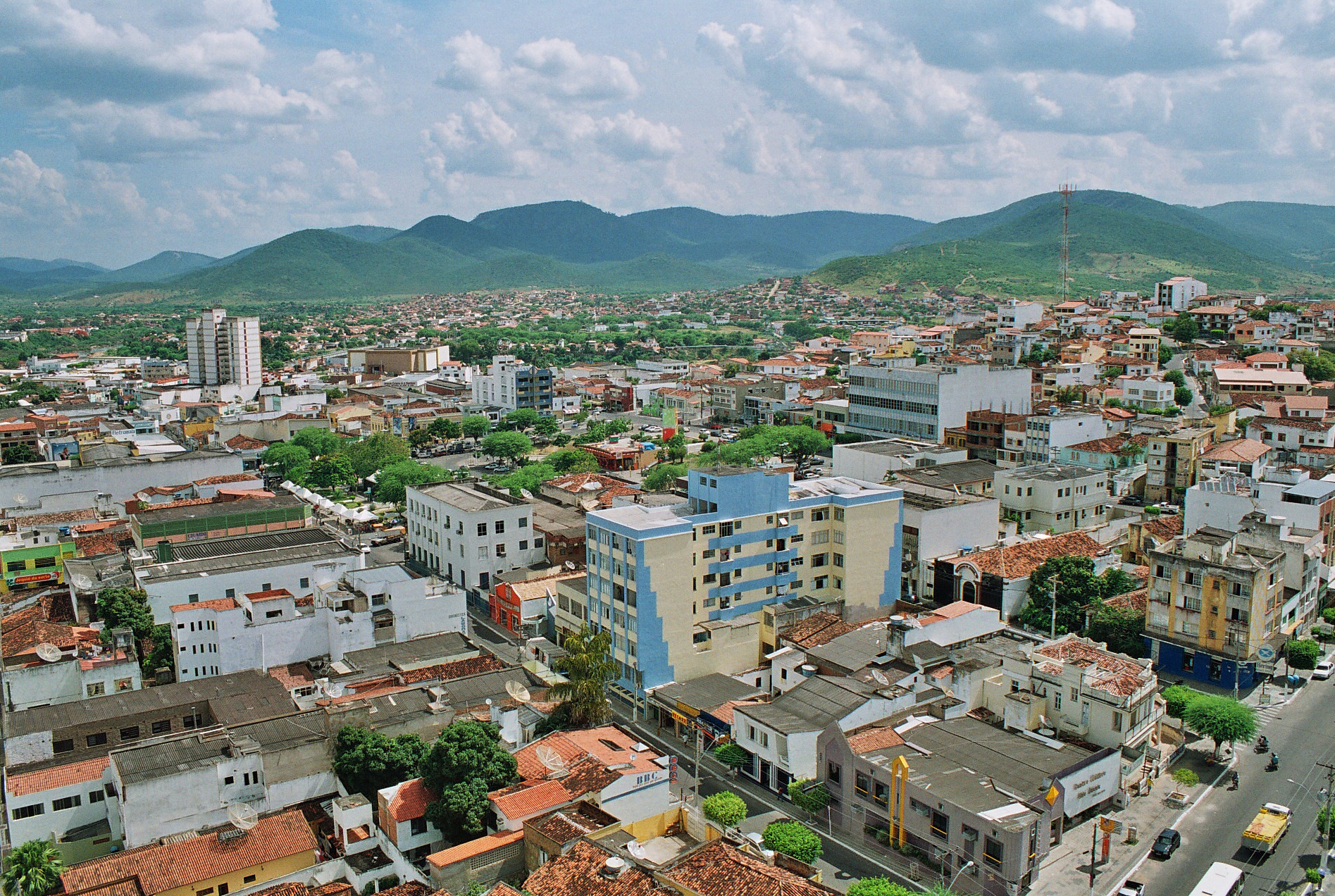
제키에

제키에의 위치

제키에(포르투갈어: Jequié)는 브라질 바이아주의 도시로 면적은 3,035.423km2, 높이는 215m, 인구는 148,974명(2007년 기준), 인구 밀도는 49.1명/km2이다.